# The Church
The Church é uma banda de rock alternativo formada em Sydney, Austrália, em 1980. Inicialmente associada ao new wave, neo-psicodelia e indie rock, sua música assumiu um estilo dream pop e pós-rock. Glenn A. Baker escreveu que "a partir do lançamento do single 'She Never Said' em novembro de 1980, esta entidade única, originada em Sydney, forneceu um som distinto, etéreo e psicodélico que, alternativamente, encontrou prós e contras na Austrália." O jornal Los Angeles Times descreveu a música da banda como "pop de guitarra denso, cintilante, requintado".
Os membros fundadores foram Steve Kilbey no vocal e baixo, Peter Koppes e Marty Willson-Piper nas guitarras e Nick Ward na bateria. Ward tocou apenas no primeiro álbum do grupo, sendo substituído por Richard Ploog. Jay Dee Daugherty (ex-Patti Smith Group) foi o baterista entre 1990 e 1993, seguido por Tim Powles (ex-The Venetians), que ainda segue na banda. Koppes deixou o grupo entre 1992 e 1997, e Willson-Piper deixou em 2013. Ian Haug, ex-Powderfinger, o substituiu. Kilbey, Koppes e Powles também gravaram juntos com o nome The Refo:mation em 1997.
O álbum de estreia de The Church, Of Skins and Heart (1981), entregou seu primeiro hit nas rádios, "The Unguarded Moment", o que lhes garantiu contratos com grandes gravadoras da Austrália, Europa e Estados Unidos. Porém, a gravadora dos Estados Unidos, insatisfeita com o segundo álbum do grupo, encerrou o contrato sem lançá-lo. Isto dificultou seu sucesso internacional, mas eles retornaram às paradas em 1988 com o álbum Starfish e o hit top 40 "Under the Milky Way". Sucesso mainstream posterior se provou ilusório, mas a banda ganhou um estatuto cult e foram introduzidos no ARIA Hall of Fame em 2010. The Church segue a fazer shows e gravar material inédito, com seu álbum mais recente, Man Woman Life Death Infinity, sido lançado em outubro de 2017. O single mais recente é C'est La Vie, lançado em 2022 no Spotify.

## Prêmios
A canção "Under the Milky Way" venceu na categoria Single do Ano nos ARIA Music Awards de 1989. Por sua carreira, a banda também foi introduzida no ARIA Hall of Fame em 2010.

## Discografia

### Álbuns de estúdio
| Ano                                                                                             | Detalhes | Melhor posição paradas musicais | Melhor posição paradas musicais | Melhor posição paradas musicais | Melhor posição paradas musicais | Melhor posição paradas musicais | Melhor posição paradas musicais | Melhor posição paradas musicais | Certificações |
| Ano                                                                                             | Detalhes | AUS                             | NZL                             | EUA                             | EUA-I                           | SUE                             | GBR-I                           | CAN                             | Certificações |
| ----------------------------------------------------------------------------------------------- | --- | ------------------------------- | ------------------------------- | ------------------------------- | ------------------------------- | ------------------------------- | ------------------------------- | ------------------------------- | ------------- |
| 1981                                                                                            | Of Skins and Heart - Lançamento: 13 de abril de 1981 - Gravadora: EMI Parlophone (PCSO 7582, TC PCSO-7583) - Formatos: LP, cassete               | 22                              | 7                               | —                               | —                               | 13                              | —                               | 31                              |               |
| 1982                                                                                            | The Blurred Crusade - Lançamento: 25 de março de 1982 - Gravadora: EMI Parlophone (PCSO 7585, 256-4300504) - Formatos: LP, cassete               | 10                              | 17                              | —                               | —                               | 24                              | —                               | —                               |               |
| 1983                                                                                            | Seance - Lançamento: Maio de 1983 - Gravadora: EMI Parlophone (PCSO 7590, TC-PCSO 7590) - Formatos: LP, cassete                                  | 18                              | 35                              | —                               | —                               | 41                              | 18                              | —                               |               |
| 1985                                                                                            | Heyday - Lançamento: Novembro de 1985 - Gravadora: EMI Parlophone (PCSO.430034) - Formatos: LP, cassete                                          | 19                              | —                               | 146                             | —                               | —                               | —                               | —                               |               |
| 1988                                                                                            | Starfish - Lançamento: 16 de fevereiro de 1988 - Gravadora: Mushroom Records (RML53266, CD-53266) - Formatos: LP, cassete, CD                    | 11                              | 11                              | 41                              | —                               | 45                              | —                               | 70                              | EUA: ouro     |
| 1990                                                                                            | Gold Afternoon Fix - Lançamento: 22 de fevereiro de 1990 - Gravadora: Mushroom Records (TVL93321, RMC 53321, D53321) - Formatos: LP, cassete, CD | 12                              | 28                              | 66                              | 66                              | 44                              | —                               | 79                              |               |
| 1991                                                                                            | A Quick Smoke at Spot's (Archives 1986-1990) - Lançamento: 1991 - Gravadora: Mushroom Records (D 26058) - Formatos: LP, cassete, CD              | —                               | —                               | —                               | —                               | —                               | —                               | —                               |               |
| 1992                                                                                            | Priest=Aura - Lançamento: 10 de março de 1992 - Gravadora: White (TVD93356 / RMD53356) - Formatos: Cassete, CD                                   | 25                              | —                               | 176                             | —                               | —                               | —                               | 98                              |               |
| 1994                                                                                            | Sometime Anywhere - Lançamento: 31 de maio de 1994 - Gravadora: White (TVD93396) - Formatos: cassete, CD                                         | 27                              | —                               | —                               | —                               | —                               | —                               | —                               |               |
| 1996                                                                                            | Magician Among the Spirits - Lançamento: 19 de agosto de 1996 - Gravadora: Deep Karma/White (D31562) - Formatos: CD                              | —                               | —                               | —                               | —                               | —                               | —                               | —                               |               |
| 1998                                                                                            | Hologram of Baal - Lançamento: 8 de setembro de 1998 - Gravadora: Festival Records (D31886) - Formatos: 2xCD                                     | 68                              | —                               | —                               | —                               | —                               | —                               | —                               |               |
| 1999                                                                                            | A Box of Birds - Lançamento: 21 de setembro de 1999 - Gravadora: Festival Records (D32123) - Formatos: CD                                        | —                               | —                               | —                               | —                               | —                               | —                               | —                               |               |
| 2002                                                                                            | After Everything Now This - Lançamento: 2002 - Gravadora: Cooking Vinyl (COOKCD209) - Formatos: CD                                               | —                               | —                               | —                               | —                               | —                               | —                               | —                               |               |
| 2002                                                                                            | Parallel Universe - Lançamento: 4 de novembro de 2002 - Gravadora: Cooking Vinyl (COOKCD248) - Formatos: 2xCD                                    | —                               | —                               | —                               | —                               | —                               | —                               | —                               |               |
| 2003                                                                                            | Forget Yourself - Lançamento: 27 de outubro de 2003 - Gravadora: Cooking Vinyl (COOKCD264) - Formatos: CD                                        | —                               | —                               | —                               | 42                              | —                               | —                               | —                               |               |
| 2004                                                                                            | Jammed - Lançamento: 30 de agosto de 2004 - Gravadora: independente - Formatos: CD                                                               | —                               | —                               | —                               | —                               | —                               | —                               | —                               |               |
| 2004                                                                                            | Beside Yourself - Lançamento: 4 de outubro de 2004 - Gravadora: Cooking Vinyl (COOKCD329A) - Formatos: CD                                        | —                               | —                               | —                               | —                               | —                               | —                               | —                               |               |
| 2004                                                                                            | El Momento Descuidado - Lançamento: 29 de novembro de 2004 - Gravadora: Liberation Blue (BLUE073.2) - Formatos: CD                               | —                               | —                               | —                               | —                               | —                               | —                               | —                               |               |
| 2005                                                                                            | Back with Two Beasts - Lançamento: 4 de novembro de 2005 - Gravadora: independente - Formatos: CD                                                | —                               | —                               | —                               | —                               | —                               | —                               | —                               |               |
| 2006                                                                                            | Uninvited, Like the Clouds - Lançamento: 20 de março de 2006 - Gravadora: Liberation Music (LIBCD7191.2) - Formatos: CD                          | —                               | —                               | —                               | —                               | —                               | —                               | —                               |               |
| 2007                                                                                            | El Momento Siguiente - Lançamento: 3 de fevereiro de 2007 - Gravadora: Liberation Blue (BLUE143.2) - Formatos: CD                                | —                               | —                               | —                               | —                               | —                               | —                               | —                               |               |
| 2008                                                                                            | Shriek: Excerpts from the Soundtrack - Lançamento: 2008 - Gravadora: Unorthodox (UNO 001) - Formatos: CD, download digital                       | —                               | —                               | —                               | —                               | —                               | —                               | —                               |               |
| 2009                                                                                            | Untitled #23 - Lançamento: 6 de março de 2009 - Gravadora: Unorthodox (UNO 004) - Formatos: CD, download digital, 2xLP                           | —                               | —                               | —                               | —                               | —                               | —                               | —                               |               |
| 2014                                                                                            | Further/Deeper - Lançamento: 17 de outubro de 2014 - Gravadora: Unorthodox (UNO 011) - Formatos: CD, download digital, 2xLP                      | 50                              | —                               | —                               | —                               | —                               | —                               | —                               |               |
| 2017                                                                                            | Man Woman Life Death Infinity - Lançamento: 6 de outubro de 2017 - Gravadora: Unorthodox (UNO 012) - Formatos: CD, download, LP                  | 64                              | —                               | —                               | —                               | —                               | —                               | —                               |               |
| "—" indica lançamentos que não chegaram às paradas musicais ou não foram lançados naquele país. | |                                 |                                 |                                 |                                 |                                 |                                 |                                 |               |

### Singles
| Ano  | Título                               | Melhor posição paradas musicais | Melhor posição paradas musicais | Melhor posição paradas musicais | Melhor posição paradas musicais | Melhor posição paradas musicais | Melhor posição paradas musicais | Melhor posição paradas musicais | Álbum                         |
| Ano  | Título                               | AUS                             | CAN                             | NZL                             | GBR                             | EUA                             | EUA Main                        | EUA Alt                         | Álbum                         |
| ---- | ------------------------------------ | ------------------------------- | ------------------------------- | ------------------------------- | ------------------------------- | ------------------------------- | ------------------------------- | ------------------------------- | ----------------------------- |
| 1980 | "She Never Said"                     | —                               | —                               | —                               | —                               | —                               | —                               | —                               | Of Skins and Heart            |
| 1981 | "The Unguarded Moment"               | 22                              | —                               | 19                              | —                               | —                               | —                               | —                               | Of Skins and Heart            |
| 1981 | "Too Fast for You"                   | 43                              | —                               | —                               | —                               | —                               | —                               | —                               | Too Fast for You EP           |
| 1981 | "Tear It All Away"                   | 81                              | —                               | —                               | —                               | —                               | —                               | —                               | Too Fast for You EP           |
| 1982 | "Almost With You"                    | 21                              | —                               | —                               | —                               | —                               | —                               | —                               | The Blurred Crusade           |
| 1982 | "When You Were Mine"                 | 77                              | —                               | —                               | —                               | —                               | —                               | —                               | The Blurred Crusade           |
| 1982 | "I Am a Rock" / "A Different Man"    | —                               | —                               | —                               | —                               | —                               | —                               | —                               | Singsongs                     |
| 1983 | "It's No Reason"                     | 56                              | —                               | —                               | —                               | —                               | —                               | —                               | Seance                        |
| 1983 | "Electric Lash"                      | 60                              | —                               | —                               | —                               | —                               | —                               | —                               | Seance                        |
| 1985 | "Already Yesterday"                  | 100                             | —                               | —                               | —                               | —                               | —                               | —                               | Heyday                        |
| 1986 | "Tantalized"                         | 62                              | —                               | —                               | —                               | —                               | —                               | —                               | Heyday                        |
| 1986 | "Columbus"                           | —                               | —                               | —                               | —                               | —                               | —                               | —                               | Heyday                        |
| 1986 | "Disenchanted"                       | —                               | —                               | —                               | —                               | —                               | —                               | —                               | Heyday                        |
| 1988 | "Under the Milky Way"                | 22                              | 69                              | 25                              | 90                              | 24                              | 2                               | —                               | Starfish                      |
| 1988 | "Reptile"                            | 99                              | 88                              | —                               | —                               | —                               | 27                              | —                               | Starfish                      |
| 1988 | "Antenna"                            | —                               | —                               | —                               | —                               | —                               | —                               | —                               | Starfish                      |
| 1988 | "Destination"                        | —                               | —                               | —                               | —                               | —                               | —                               | —                               | Starfish                      |
| 1990 | "Metropolis"                         | 19                              | —                               | 41                              | —                               | —                               | 11                              | 1                               | Gold Afternoon Fix            |
| 1990 | "Russian Autumn Heart"               | —                               | —                               | —                               | —                               | —                               | —                               | —                               | Gold Afternoon Fix            |
| 1990 | "You're Still Beautiful"             | —                               | —                               | —                               | —                               | —                               | —                               | 27                              | Gold Afternoon Fix            |
| 1992 | "Ripple"                             | —                               | —                               | —                               | —                               | —                               | —                               | 3                               | Priest=Aura                   |
| 1992 | "Feel"                               | —                               | —                               | —                               | —                               | —                               | —                               | —                               | Priest=Aura                   |
| 1994 | "Two Places at Once"                 | —                               | —                               | —                               | —                               | —                               | —                               | —                               | Sometime Anywhere             |
| 1996 | "Comedown"                           | —                               | —                               | —                               | —                               | —                               | —                               | —                               | Magician Among the Spirits    |
| 1997 | "White Star Line" / "Gypsy Stomp"    | —                               | —                               | —                               | —                               | —                               | —                               | —                               | Non-album release             |
| 1998 | "Louisiana"                          | —                               | —                               | —                               | —                               | —                               | —                               | —                               | Hologram of Baal              |
| 2001 | "Numbers"                            | —                               | —                               | —                               | —                               | —                               | —                               | —                               | After Everything Now This     |
| 2003 | "Song in Space"                      | —                               | —                               | —                               | —                               | —                               | —                               | —                               | Forget Yourself               |
| 2006 | "Block"                              | —                               | —                               | —                               | —                               | —                               | —                               | —                               | Uninvited, Like the Clouds    |
| 2006 | "Easy"                               | —                               | —                               | —                               | —                               | —                               | —                               | —                               | Uninvited, Like the Clouds    |
| 2009 | "The Coffee Song" / "Hounds of Love" | —                               | —                               | —                               | —                               | —                               | —                               | —                               | Sem álbum                     |
| 2009 | "Pangaea"                            | —                               | —                               | —                               | —                               | —                               | —                               | —                               | Untitled #23                  |
| 2009 | "Operetta"                           | —                               | —                               | —                               | —                               | —                               | —                               | —                               | Untitled #23                  |
| 2010 | "Deadman's Hand"                     | —                               | —                               | —                               | —                               | —                               | —                               | —                               | Untitled #23                  |
| 2017 | "Another Century"                    | —                               | —                               | —                               | —                               | —                               | —                               | —                               | Man Woman Life Death Infinity |
| 2017 | "Undersea"                           | —                               | —                               | —                               | —                               | —                               | —                               | —                               | Man Woman Life Death Infinity |
| 2017 | "I Don't Know How I Know"            | —                               | —                               | —                               | —                               | —                               | —                               | —                               | Man Woman Life Death Infinity |
| 2022 | "C'est La Vie"                       | —                               | —                               | —                               | —                               | —                               | —                               | —                               | –                             |